# Sportfreunde Stiller

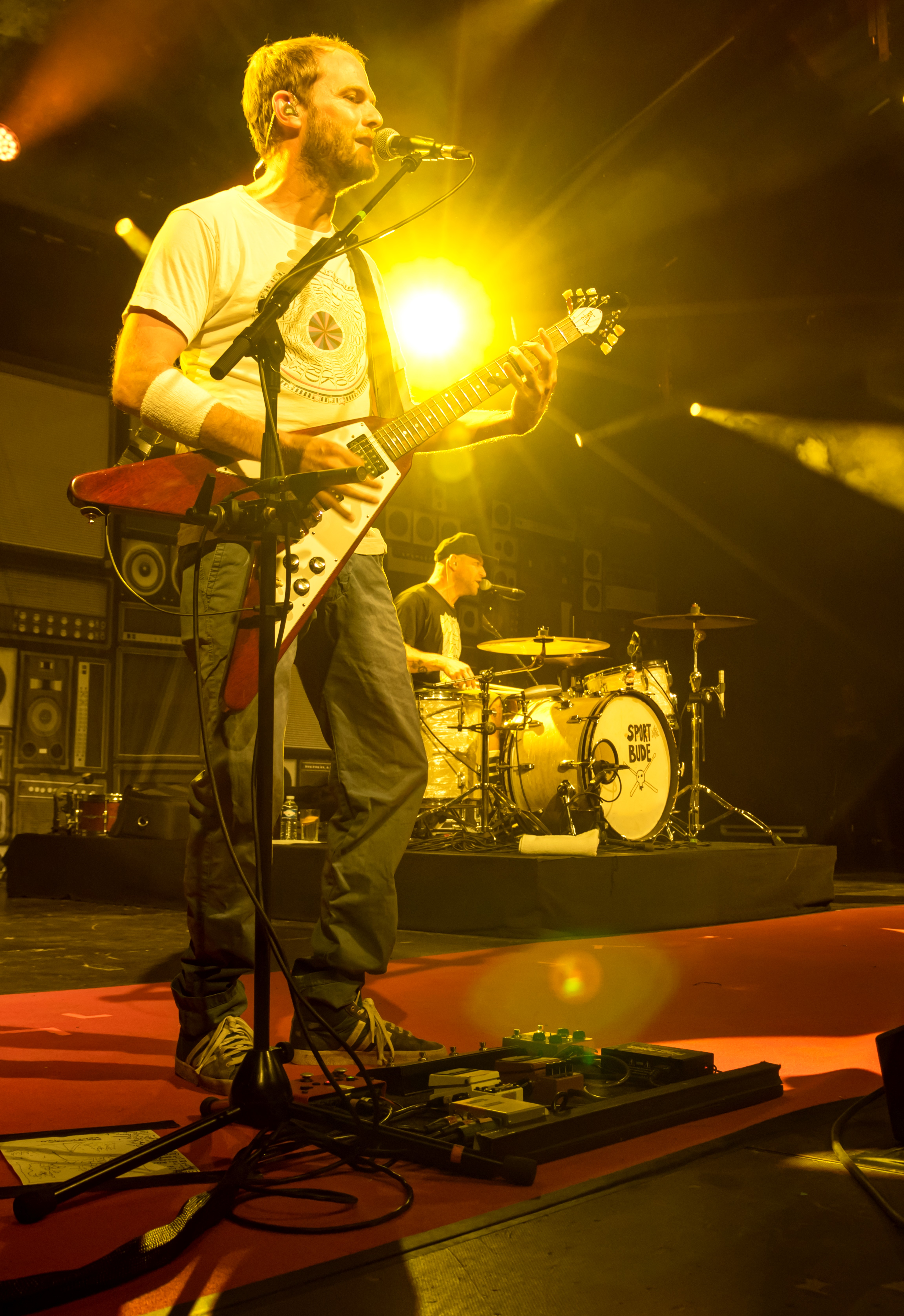
Peter S. Brugger, Zelt-Musik-Festival w roku 2017 we Fryburg Bryzgowijski, Niemcy

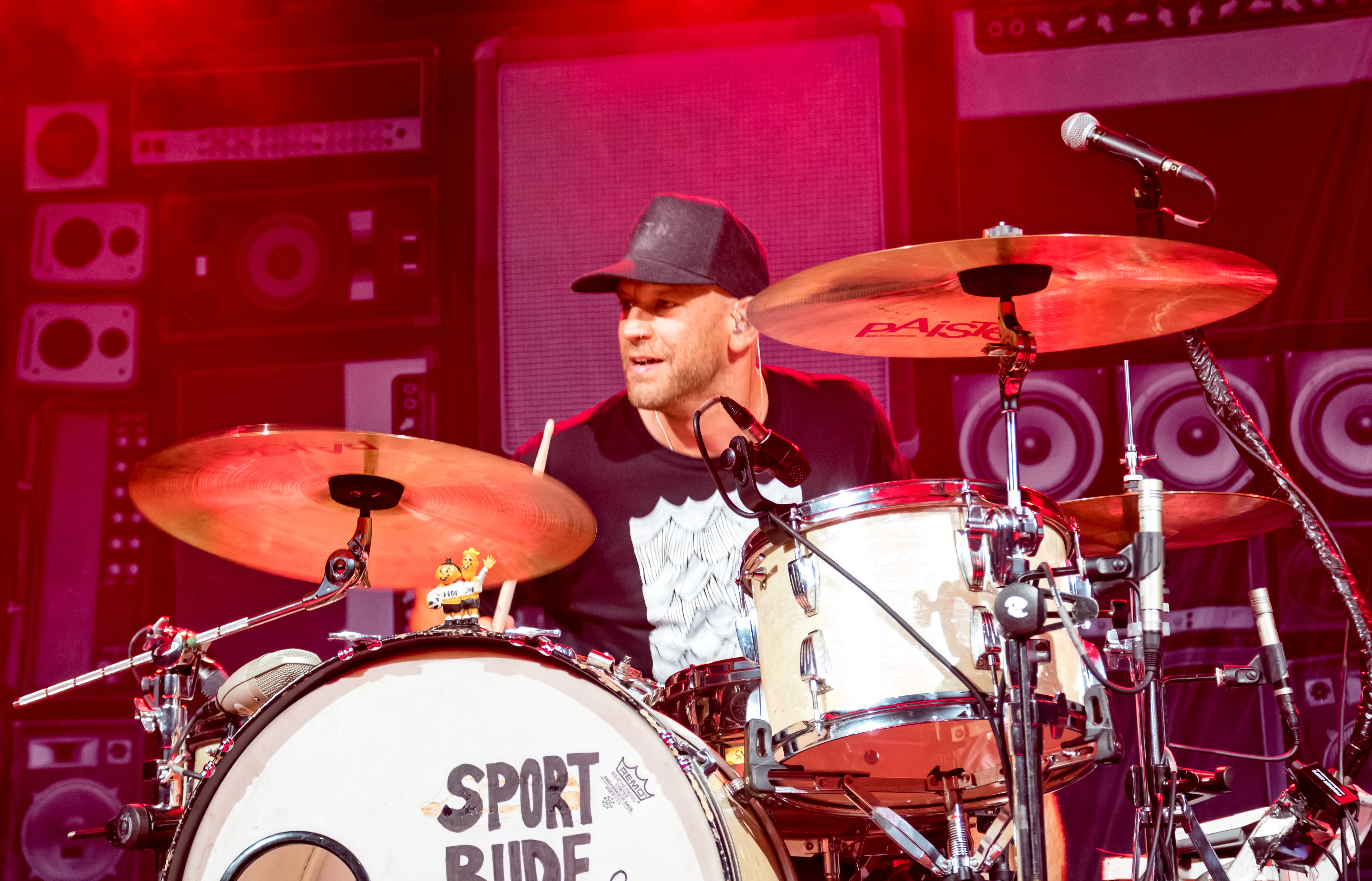
Florian „Flo” Weber, Zelt-Musik-Festival w roku 2017 we Fryburg Bryzgowijski, Niemcy

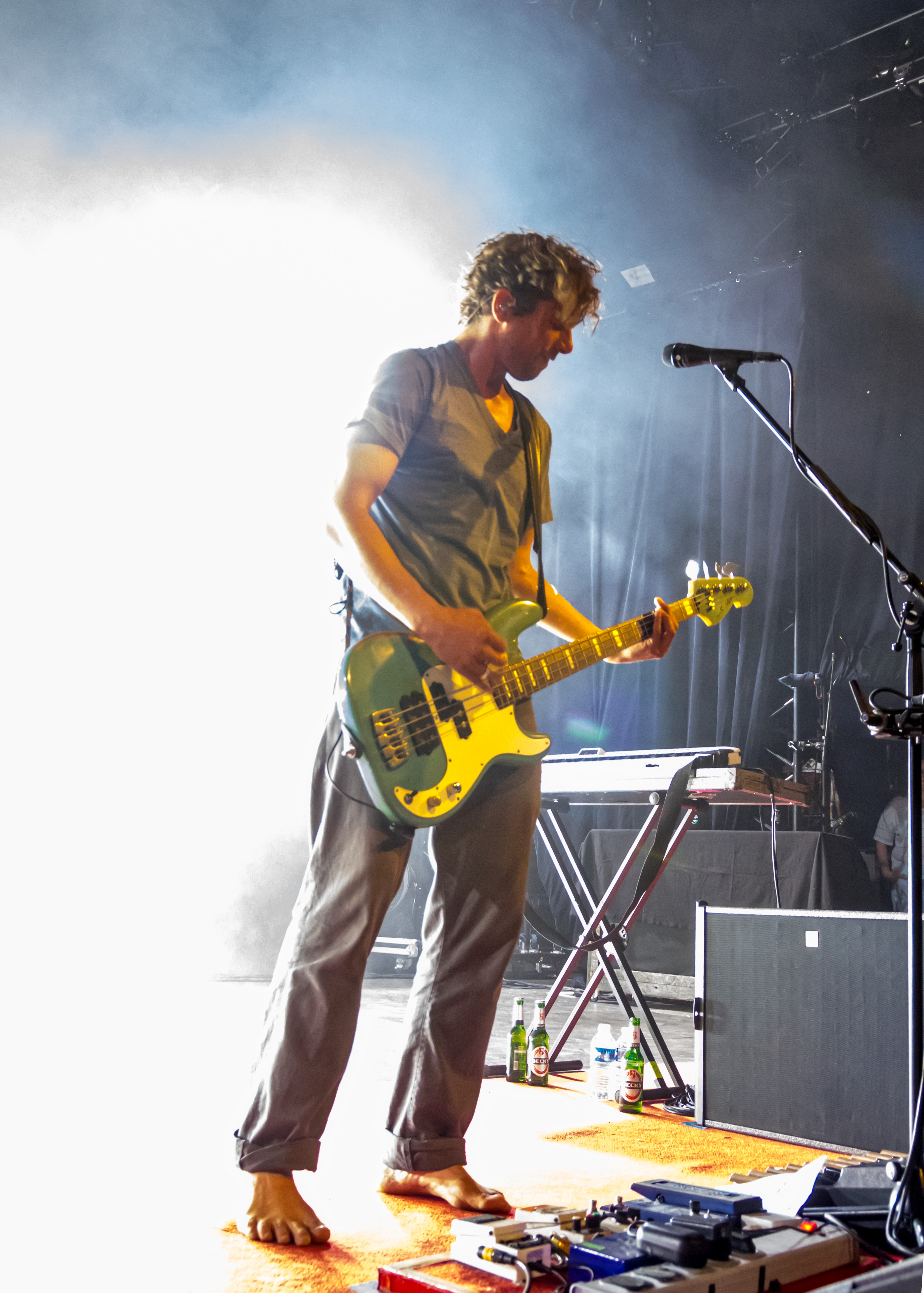
Rüdiger „Rüde” Linhof, Zelt-Musik-Festival w roku 2017 we Fryburg Bryzgowijski, Niemcy

Sportfreunde Stiller to zespół muzyczny pochodzący z niemieckiego miasta Monachium.
Zespół został założony w 1996 roku przez Petera „Balboa” Bruggera (gitara, wokal), Floriana „Rakete” Webera (perkusja, wokal) i Andiego Erharda (bass). Pierwszą nazwą było nazwisko piłkarskiego trenera Hansa Stillera (klub SV Germering).
Ich utwór „Independent” z albumu Die gute Seite był umieszczony w grze wideo FIFA 2003.

## Dyskografia
- 1996:
  - EP Macht doch was ihr wollt, ich geh jetzt (Róbcie, co chcecie, ja odchodzę)
- 1998:
  - EP Thonträger
- 1999:
  - Maxi „Wellenreiten '54” (Surfing '54)
- 2000:
  - Maxi „Fast wie von selbst” (Prawie przez się)
  - LP So wie einst Real Madrid (Tak jak kiedyś Real Madryt)
  - Maxi "Heimatlied” (Pieśń ojczyzny)
  - Split-Single „Dancing With Tears In My Eyes” (Taniec ze Łzami w Moich Oczach)
- 2001:
  - Split-Single „Friday I'm In Love” (W Piątki Jestem Zakochany)
- 2002:
  - Maxi „Ein Kompliment” (Komplement)
  - LP Die gute Seite (Dobra Strona)
  - Maxi „Komm schon” (Chodź już!)
  - Maxi „Tage wie dieser” (Dni, takie jak ten)
  - Split-Single „Schwule Mädchen” (Lesbijki)
- 2003:
  - Maxi „Ans Ende denken wir zuletzt” (Koniec Jest Ostatnią Rzeczą o Której Myślimy)
  - DVD: Ohren zu und durch" (Zamknij Uszy i Chodź!)
- 2004:
  - Maxi: „Siehst du das genauso?” (Czy myślisz tak samo?)
  - LP: Burli (Mały Chłopiec)
  - Maxi: „Ich Roque" (Gra słów: „Ja Roque” (Roque Santa Cruz) i „Ja gram rocka")
  - Maxi: „1. Wahl” (Pierwszy Wybór)
  - Maxi: „1. Wahl (2. Wahl)” (Pierwszy Wybór (Drugi Wybór))
  - Maxi: „Ein kleiner Schritt (live)” (Mały Krok)
  - LP: Live